# Hasegawaea
Hasegawaea är ett släkte av svampar. Hasegawaea ingår i familjen Schizosaccharomycetaceae, ordningen Schizosaccharomycetales, klassen Schizosaccharomycetes, divisionen sporsäcksvampar och riket svampar.
|            | Schizosaccharomyces                   |
|            |                                       |
| Hasegawaea | \| \| Hasegawaea japonica \| \| \| \| |
|            | \| \| Hasegawaea japonica \| \| \| \| |
|            | Hasegawaea japonica                   |
|            |                                       |

|  | Hasegawaea japonica |
|  |                     |